# Campeonato Mundial de Esqui Estilo Livre de 2015 - Ski cross masculino
A prova do ski cross masculino do Campeonato Mundial de Esqui Estilo Livre de 2015 foi disputada entre os dias 24 e 25 de janeiro em Kreischberg na Áustria.  Participaram 52 atletas de  19 nacionalidades.

## Medalhistas
| Ouro               | Prata                       | Bronze                      |
| Filip Flisar (SLO) | Jean-Frédéric Chapuis (FRA) | Victor Öhling Norberg (SWE) |

## Resultados

### Qualificação
52 esquiadores participaram do processo qualificatório. Os 32 melhores avançaram para as oitavas de final.
| Pos, | Bib | Esquiador             | Nacionalidade  | Tempo   | Notas |
| ---- | --- | --------------------- | -------------- | ------- | ----- |
| 1    | 14  | Victor Öhling Norberg | Suécia         | 1:01.32 | Q     |
| 2    | 13  | Jean-Frédéric Chapuis | França         | 1:01.33 | Q     |
| 3    | 5   | Brady Leman           | Canadá         | 1:01.34 | Q     |
| 4    | 6   | Andreas Matt          | Áustria        | 1:01.81 | Q     |
| 5    | 3   | Daniel Bohnacker      | Alemanha       | 1:01.90 | Q     |
| 6    | 22  | Filip Flisar          | Eslovênia      | 1:01.91 | Q     |
| 7    | 2   | Andreas Schauer       | Alemanha       | 1:02.00 | Q     |
| 8    | 12  | Armin Niederer        | Suíça          | 1:02.01 | Q     |
| 9    | 26  | Anton Grimus          | Austrália      | 1:02.08 | Q     |
| 10   | 11  | Johannes Rohrweck     | Áustria        | 1:02.09 | Q     |
| 11   | 10  | Christopher Delbosco  | Canadá         | 1:02.13 | Q     |
| 12   | 9   | Thomas Zangerl        | Áustria        | 1:02.18 | Q     |
| 13   | 23  | Paul Eckert           | Alemanha       | 1:02.19 | Q     |
| 14   | 16  | Bastien Midol         | França         | 1:02.25 | Q     |
| 15   | 8   | Jonas Devouassoux     | França         | 1:02.27 | Q     |
| 16   | 7   | Arnaud Bovolenta      | França         | 1:02.30 | Q     |
| 17   | 4   | Alex Fiva             | Suíça          | 1:02.30 | Q     |
| 18   | 29  | Louis-Pierre Hélie    | Canadá         | 1:02.38 | Q     |
| 19   | 17  | Jouni Pellinen        | Finlândia      | 1:02.47 | Q     |
| 20   | 19  | Tomáš Kraus           | Chéquia        | 1:02.49 | Q     |
| 21   | 20  | Didrik Bastian Juell  | Noruega        | 1:02.53 | Q     |
| 22   | 39  | Viktor Andersson      | Suécia         | 1:02.54 | Q     |
| 23   | 1   | Jonathan Midol        | França         | 1:02.56 | Q     |
| 24   | 34  | Simon Stickl          | Alemanha       | 1:02.57 | Q     |
| 25   | 21  | Sergey Ridzik         | Rússia         | 1:02.62 | Q     |
| 26   | 15  | Marc Bischofberger    | Suíça          | 1:02.65 | Q     |
| 27   | 28  | Michael Forslund      | Suécia         | 1:02.77 | Q     |
| 28   | 24  | Thomas Borge Lie      | Noruega        | 1:02.85 | Q     |
| 29   | 27  | Egor Korotkov         | Rússia         | 1:02.86 | Q     |
| 30   | 36  | Marco Tomasi          | Itália         | 1:03.01 | Q     |
| 31   | 33  | Magnus Bjørnnes       | Noruega        | 1:03.03 | Q     |
| 32   | 38  | Tyler Wallasch        | Estados Unidos | 1:03.09 | Q     |
| 33   | 35  | Sergey Mozhaev        | Rússia         | 1:03.09 |       |
| 34   | 37  | Diego Castellaz       | Itália         | 1:03.10 |       |
| 35   | 25  | Peter Stähli          | Suíça          | 1:03.15 |       |
| 36   | 47  | Brant Crossan         | Estados Unidos | 1:03.17 |       |
| 37   | 43  | Joe Swensson          | Estados Unidos | 1:03.20 |       |
| 38   | 18  | Thomas Harasser       | Áustria        | 1:03.31 |       |
| 39   | 42  | Blaz Ogorelc          | Eslovênia      | 1:03.32 |       |
| 40   | 32  | Stefan Thanei         | Itália         | 1:03.34 |       |
| 41   | 30  | Francesco Mauriello   | Itália         | 1:03.52 |       |
| 42   | 41  | Marius Heje Mæhle     | Noruega        | 1:03.55 |       |
| 43   | 40  | Victor Sticko         | Suécia         | 1:03.60 |       |
| 44   | 31  | Ian Deans             | Canadá         | 1:03.63 |       |
| 45   | 44  | Ed Drake              | Grã-Bretanha   | 1:03.64 |       |
| 46   | 49  | Mateusz Habrat        | Polónia        | 1:04.20 |       |
| 47   | 45  | Semen Denshchikov     | Rússia         | 1:04.40 |       |
| 48   | 52  | Alon Mullayev         | Cazaquistão    | 1:06.17 |       |
| 49   | 51  | Tomas Bartalský       | Eslováquia     | 1:08.11 |       |
|      | 48  | Jiři Čech             | Chéquia        | DNF     |       |
|      | 46  | Robert Mahre          | Estados Unidos | DSQ     |       |
|      | 50  | Jamie Prebble         | Nova Zelândia  | DSQ     |       |

### Eliminatória
Os 32 melhores qualificados avançaram para as oitavas de final. A partir dessa fase, formou-se grupos de quatro esquiadores cada com os dois melhores de cada corrida avançando para a fase seguinte até a final. 

#### Oitavas de final
| Pos. | Bib | Esquiador                   | Notas |
| ---- | --- | --------------------------- | ----- |
| 1    | 1   | Victor Öhling Norberg (SWE) | Q     |
| 2    | 16  | Arnaud Bovolenta (FRA)      | Q     |
| 3    | 32  | Tyler Wallasch (USA)        |       |
|      | 17  | Alex Fiva (SUI)             |       |

| Pos. | Bib | Esquiador                  | Notas |
| ---- | --- | -------------------------- | ----- |
| 1    | 12  | Thomas Zangerl (AUT)       | Q     |
| 2    | 5   | Daniel Bohnacker (GER)     | Q     |
| 3    | 28  | Thomas Borge Lie (NOR)     |       |
|      | 21  | Didrik Bastian Juell (NOR) | DNS   |

| Pos. | Bib | Esquiador            | Notas |
| ---- | --- | -------------------- | ----- |
| 1    | 14  | Bastien Midol (FRA)  | Q     |
| 2    | 3   | Brady Leman (CAN)    | Q     |
| 3    | 19  | Jouni Pellinen (FIN) |       |
| 4    | 30  | Marco Tomasi (ITA)   |       |

| Pos. | Bib | Esquiador                | Notas |
| ---- | --- | ------------------------ | ----- |
| 1    | 26  | Marc Bischofberger (SUI) | Q     |
| 2    | 23  | Jonathan Midol (FRA)     | Q     |
| 3    | 10  | Johannes Rohrweck (AUT)  |       |
|      | 7   | Andreas Schauer (GER)    | DNF   |

| Pos. | Bib | Esquiador            | Notas |
| ---- | --- | -------------------- | ----- |
| 1    | 25  | Sergey Ridzik (RUS)  | Q     |
| 2    | 8   | Armin Niederer (SUI) | Q     |
| 3    | 24  | Simon Stickl (GER)   |       |
| 4    | 9   | Anton Grimus (AUS)   |       |

| Pos. | Bib | Esquiador           | Notas |
| ---- | --- | ------------------- | ----- |
| 1    | 4   | Andreas Matt (AUT)  | Q     |
| 2    | 13  | Paul Eckert (GER)   | Q     |
| 3    | 20  | Tomáš Kraus (CZE)   |       |
| 4    | 29  | Egor Korotkov (RUS) |       |

| Pos. | Bib | Esquiador                  | Notas |
| ---- | --- | -------------------------- | ----- |
| 1    | 6   | Filip Flisar (SLO)         | Q     |
| 2    | 27  | Michael Forslund (SWE)     | Q     |
| 3    | 22  | Viktor Andersson (SWE)     |       |
| 4    | 11  | Christopher Delbosco (CAN) |       |

| Pos. | Bib | Esquiador                   | Notas |
| ---- | --- | --------------------------- | ----- |
| 1    | 2   | Jean-Frédéric Chapuis (FRA) | Q     |
| 2    | 15  | Jonas Devouassoux (FRA)     | Q     |
| 3    | 18  | Louis-Pierre Hélie (CAN)    |       |
|      | 31  | Magnus Bjørnnes (NOR)       | DNF   |

#### Quartas de final
| Pos. | Bib | Esquiador                   | Notas |
| ---- | --- | --------------------------- | ----- |
| 1    | 1   | Victor Öhling Norberg (SWE) | Q     |
| 2    | 8   | Armin Niederer (SUI)        | Q     |
| 3    | 16  | Arnaud Bovolenta (FRA)      |       |
| 4    | 25  | Sergey Ridzik (RUS)         |       |

| Pos. | Bib | Esquiador              | Notas |
| ---- | --- | ---------------------- | ----- |
| 1    | 6   | Filip Flisar (SLO)     | Q     |
| 2    | 3   | Brady Leman (CAN)      | Q     |
| 3    | 27  | Michael Forslund (SWE) |       |
| 4    | 14  | Bastien Midol (CZE)    |       |

| Pos. | Bib | Esquiador              | Notas |
| ---- | --- | ---------------------- | ----- |
| 1    | 12  | Thomas Zangerl (AUT)   | Q     |
| 2    | 13  | Paul Eckert (GER)      | Q     |
| 3    | 4   | Andreas Matt (AUT)     |       |
| 4    | 5   | Daniel Bohnacker (GER) |       |

| Pos. | Bib | Esquiador                   | Notas |
| ---- | --- | --------------------------- | ----- |
| 1    | 2   | Jean-Frédéric Chapuis (FRA) | Q     |
| 2    | 15  | Jonas Devouassoux (FRA)     | Q     |
| 3    | 23  | Jonathan Midol (FRA)        |       |
| 4    | 26  | Marc Bischofberger (SUI)    |       |

#### Semifinal
| Pos. | Bib | Esquiador                   | Notas |
| ---- | --- | --------------------------- | ----- |
| 1    | 1   | Victor Öhling Norberg (SWE) | Q     |
| 2    | 13  | Paul Eckert (GER)           | Q     |
|      | 8   | Armin Niederer (SUI)        | DNF   |
|      | 12  | Thomas Zangerl (AUT)        | DNF   |

| Pos. | Bib | Esquiador                   | Notas |
| ---- | --- | --------------------------- | ----- |
| 1    | 2   | Jean-Frédéric Chapuis (FRA) | Q     |
| 2    | 6   | Filip Flisar (SLO)          | Q     |
| 3    | 3   | Brady Leman (CAN)           |       |
| 4    | 15  | Jonas Devouassoux (FRA)     |       |

#### Final
| Pos. | Bib | Esquiador               | Notas |
| ---- | --- | ----------------------- | ----- |
| 5    | 3   | Brady Leman (CAN)       |       |
|      | 15  | Jonas Devouassoux (FRA) | DNF   |
|      | 8   | Armin Niederer (SUI)    | DNS   |
|      | 12  | Thomas Zangerl (AUT)    | DNS   |

| Pos.              | Bib | Esquiador                   | Notas |
| ----------------- | --- | --------------------------- | ----- |
| Medalha de ouro   | 6   | Filip Flisar (SLO)          |       |
| Medalha de prata  | 2   | Jean-Frédéric Chapuis (FRA) |       |
| Medalha de bronze | 1   | Victor Öhling Norberg (SWE) |       |
| 4                 | 13  | Paul Eckert (GER)           |       |

Legenda
| Recorde mundial       | Recorde mundial (World record)               |                       | Recorde africano                      | Recorde africano (African) |                                           | Q | Classificado por posição (Qualified) |
| Recorde do campeonato | Recorde do campeonato (Championship record)  | Recorde da América    | Recorde da América (Americas)         | q                          | Classificado por melhor tempo (Qualified) |   |                                      |
| Melhor marca do ano   | Melhor marca do ano (World leading)          | Recorde asiático      | Recorde asiático (Asian)              | DNS                        | Não largou (Did not start)                |   |                                      |
| Recorde nacional      | Recorde nacional (National record)           | Recorde europeu       | Recorde europeu (European)            | DNF                        | Não terminou (Did not finish)             |   |                                      |
| Recorde pessoal       | Recorde pessoal do atleta (Personal best)    | Recorde da Oceania    | Recorde da Oceania (Oceania)          | DSQ / DQ                   | Desclassificado (Disqualified)            |   |                                      |
| Recorde da temporada  | Recorde da temporada do atleta (Season best) | Recorde sul-americano | Recorde sul-americano (South America) | NM                         | Sem marca (No mark)                       |   |                                      |